# آلومینیوم بورات نئودیمیوم
آلومینیوم بورات نئودیمیوم (به انگلیسی: Neodymium aluminium borate) با فرمول شیمیایی NdAl۳(BO۳)۴ یک ترکیب شیمیایی است. که جرم مولی آن 460.42 g/mol می‌باشد. 